# GroupWise
GroupWiseはクロスプラットフォームのグループウェアで、電子メール、カレンダー、インスタントメッセージ、文書管理といった機能を提供する。元々はノベルが開発したが、会社合併により現在はマイクロフォーカス製品である

## 概要
GroupWiseは複数のサーバおよびワークステーションプラットフォーム上で運用できる。サーバとしては NetWare、Linux、Windowsが利用できる。Windows用クライアントと機能が若干限定されたJavaクライアント（Linux、macOS向け）がある。ノベルは2008年第4四半期に予定されているコード名Bonsaiという次のリリースでクライアントの機能を合わせることを約束した。Microsoft Outlook や Evolution との連携も可能。
GroupWise WebAccessは、ウェブブラウザ経由でデスクトップクライアントの大部分の機能を提供する。Web経由で携帯情報機器からアクセスすることも可能。GroupWsie 7.0にはノキア製のGroupWise Mobile Serverが含まれており、多数の携帯機器による電子メールのやり取りを可能にしている。
GroupWise Post Office Agent (POA) はユーザーのメールボックスにIMAPおよびSOAPでもアクセスできるようにしている（通常は専用クライアントが必要）。GroupWise Internet Agent (GWIA) は SMTPで他の電子メールシステムと相互接続を可能にしており、IMAP、POP3、SOAP、iCalendarでユーザーのメールボックスにアクセスできる。また、Microsoft Exchange ServerやIBM Lotus Dominoといった他のグループウェアシステムとの相互接続を可能にするモジュールもある。
GroupWiseは6.5からインスタントメッセージをサポートしている。これは、企業内でのディレクトリ・サービス統合やSSL暗号化に対応したものである。Windows版とLinux版のクライアントが提供されているだけでなく、Kopete、Pidgin、AdiumといったマルチプロトコルのIMアプリケーションも使える。
GroupWise 7.0にはSUSE Linux Enterprise Serverが同梱されており、これを使えば余分なコストをかけずにGroupWiseを稼動できる。
GroupWiseは Novell Open Workgroup Suite、Novell Small Business Suite、Novell Linux Small Business Suiteの一部である。
最新版はGroupWise 2014である。WindowsおよびLinuxのプラットフォームで稼働する。

## 歴史
GroupWiseは1986年に登場したWordPerfectを中心としたオフィススイート "WordPerfect Library 1.0" が起源であり、当時はデータゼネラルのマシンとAmigaで動作した。これはWordPerfect Corporationが大手顧客（米国司法省など）と連携して開発したもので、社外で開発されたプログラムも含まれていた。当時のWordPerfect Libraryには電子メールやカレンダー機能は含まれていない。1987年にはDOS上のPC版がリリースされた。
1988年、電子メールとスケジュール機能が追加され、"WordPerfect Office 2.0" と改称。
1990年、WordPerfect Office 3.0をリリース。MacintoshとUNIXもクライアントとしてサポートされ、電子メールやスケジュール機能のサーバは分散可能になった。
1992年、WordPerfect Office 3.1をリリース。Windowsがクライアントとしてサポートされ、DOS、Windows、Macintosh、UNIX、VAX/VMSを混在した環境で使えるようになった。また、非同期または無線接続もサポート。
1993年、バージョン 4.0をリリース。データベースを中心とした新しいアーキテクチャとインタフェースになった。他にタスク管理、サーバ群の集中管理など様々な新機能が追加された。
1994年、ノベルがWordPerfectを買収した。サーバ部はNetWareに移植された。同時にWordPerfect OfficeはGroupWiseと改名され、Novell Directory Servicesと統合された。1996年、ノベルはGroupWise以外のWordPerfectのアプリケーション製品をコーレルに売却した。
1994年、ノベルはバックエンド機能を強化したGroupWise 4.1をリリース。World Wide Webへの対応（Webへのリンク）、Netwareとの統合強化、SNMPサポート、動作中の保守機能、電話からの操作機能などを追加している。
1996年、アドオン機能としてGroupWise WebAccessがリリースされ、ウェブブラウザからインターネット経由でGroupWiseにアクセスできるようになった。
1996年、GroupWise 5をリリース。あらゆる種類のメッセージを統合的に管理し、協調型文書管理を実現。GroupWise Imagingでは文書のスキャナでの取り込みをサポート。Novell Directory Servicesとの統合も実現。他にも会議機能、汎用メールボックス機能、フォルダ共有などを実現。なお、Macintoshなどのクライアントがサポートされなくなり、Web経由での使用が推奨されるようになった。
1997年、GroupWise 5.2をリリース。IMAP4、LDAP、POP3、URL埋め込み、TCP/IPなどインターネット関連機能が強化された。GroupWise Workflowも製品として追加された。
1998年、GroupWise 5.5をリリース。グループウェアとしての基本機能を強化。また、インターネット標準サポートやセキュリティ強化がなされた。
2004年、GroupWise 6.5 SP1をリリース。サーバとしてLinuxが追加サポートされた。
2005年、GroupWise 7.0 をリリース。
2006年、GroupWise Mobile Serverをリリース。携帯機器との連携が可能になった。
2008年、GroupWise 8.0 をリリース。
2012年、GroupWise 2012をリリース。スマートフォンとの統合が可能になった。
2014年、GroupWise 2014をリリース。必須だった eDirectory が不要となり、独自のアドレスデータベースを持つようになった。
2015年、GroupWise 2014 R2をリリース。
2017年、GroupWise 2014 R2 Support Pack 2をリリース。